# Pollenia nigripalpis
Pollenia nigripalpis är en tvåvingeart som beskrevs av Dear 1986. Pollenia nigripalpis ingår i släktet vindsflugor, och familjen spyflugor. Inga underarter finns listade i Catalogue of Life.